# Desirée Schumann
Desirée Schumann est une footballeuse allemande née le 6 février 1990 à Berlin. Elle évolue au poste de gardienne de but.

## Palmarès
1. FFC Turbine Potsdam :
- Championnat d'Allemagne (3) :
  - Championne en 2009, 2010 et 2011

- Coupe d'Allemagne :
  - Finaliste en 2009 et 2011

- Ligue des champions (1) :
  - Vainqueur en 2010
  - Finaliste en 2011

 1. FFC Francfort :
- Coupe d'Allemagne :
  - Vainqueur en 2014
  - Finaliste en 2012

- Ligue des champions :
  - Vainqueur en 2015
  - Finaliste en 2012